# General Dynamics F-111 Aardvark
Pour les articles homonymes, voir Aardvark.
Le General Dynamics F-111 Aardvark est un bombardier tout-temps à géométrie variable développé par les États-Unis dans les années 1960. La mise au point de cet avion a été difficile mais, une fois tous les problèmes résolus, le F-111 s'est révélé être une arme redoutable et très fiable. Il a été construit à 554 exemplaires. En décembre 2010, il a été retiré du service par l'armée australienne, la dernière à en posséder en service.

## Historique

### Conception

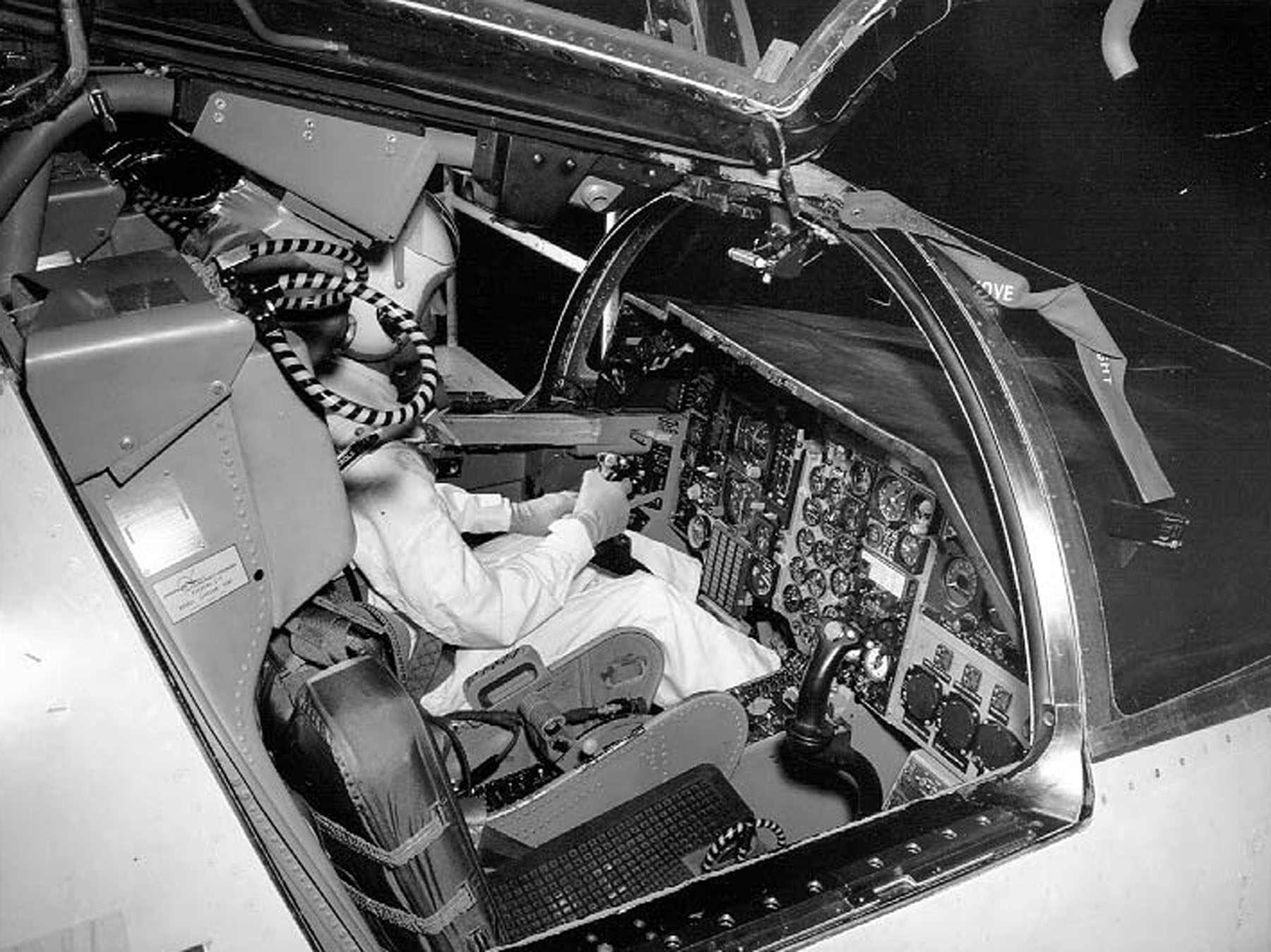
Sièges côte à côte du F-111

À la fin des années 1950, l'US Air Force cherche un remplaçant à ses chasseurs-bombardiers alors en service, tels le F-101 Voodoo et le F-105 Thunderchief. Un premier cahier des charges demande en particulier une vitesse de Mach 2,5 à haute altitude, Mach 1,2 à basse altitude, une autonomie de plus de 1 200 km en mission, et une capacité d'emport de charge supérieure à 7 000 kg. Comme l'US Navy commence également à réfléchir au successeur de ses F-4 Phantom II et F-8 Crusader, le département de la Défense des États-Unis exige dès 1961 que le même avion réponde aux deux besoins, afin de réduire significativement les coûts.
À l'origine, le programme (baptisé TFX pour Tactical Fighter Experimental) devait également permettre de fournir un avion d'appui rapproché pour l'US Army et l'US Marine Corps. Les besoins étant trop différents, cette idée fut abandonnée au bout de quelques mois. Même ainsi, les exigences de l'USAF et de l'US Navy ne sont pas faciles à rapprocher : l'un veut un avion d'attaque avec un radar de suivi de terrain, l'autre un intercepteur équipé d'un radar à longue portée, l'un accepte un poids assez élevé et l'autre est limité par les contraintes d'emploi à partir d'un porte-avions. Le TFX doit être équipé d'une aile à géométrie variable et son poste de pilotage biplace forme une sorte de capsule, éjectable en cas d'urgence.
L'appel d'offre est émis le 29 septembre 1961. Début 1962, les réponses des différents constructeurs sont toutes rejetées, mais Boeing et General Dynamics sont invités à améliorer leurs propositions. Finalement, le marché est attribué fin 1962 à General Dynamics. Un contrat est signé pour la construction de 18 F-111A pour l'USAF et 5 F-111B pour l'US Navy. Les deux versions doivent différer seulement par l'avionique et l'armement. Néanmoins, le F-111B est plus court de 2,5 m afin de pouvoir tenir sur les monte-charges des porte-avions de l'US Navy, et a une envergure supérieure de 2 m. Un certain nombre de sous-traitants sont désignés, principalement le constructeur Grumman destiné à apporter son expérience en avions embarqués.
Le premier F-111A fait son vol inaugural le 21 décembre 1964, suivi du premier F-111B le 11 mai 1965,. Les coûts de développement sont déjà 1,5 fois supérieurs à ce qui était prévu, aussi le Secrétariat d'État à la Défense réduit le nombre d'exemplaires commandés de moitié. Les premiers avions sont pénalisés par des problèmes sur le réacteur TF30, qui seront partiellement résolus par l'installation d'une version modifiée du réacteur.
Les livraisons à l'US Air Force commencent en juillet 1967.
Le potentiel de vitesse très élevée était tel que le F-111 était équipé d'une minuterie qui se déclencherait automatiquement lorsqu'une sonde de détection de température sur l'avion atteignait environ 300 degrés Fahrenheit (environ 150 degrés Celsius) avec une limite de sécurité de 300 secondes. Sa vitesse maximale lors de vol de vérification après maintenance et une masse réduite peut atteindre de Mach 2,91 a 3,2.
De son côté, le F-111B destiné à l'US Navy s'avère beaucoup trop lourd : son poids au décollage avec son armement est en effet estimé à 35 tonnes au lieu des 25 tonnes fixées comme limite. Un programme de réduction du poids est lancé, mais les résultats sont réduits à néant lors de l'installation de la capsule éjectable définitive, en remplacement des sièges éjectables montés provisoirement sur les premiers prototypes. En juillet 1968, l'US Navy abandonne officiellement le projet, bien que 7 exemplaires aient été livrés et que les essais en vol se soient bien déroulés,. Le Grumman F-14 Tomcat sera développé en remplacement du F-111B.

### Le F-111 dans l'USAF

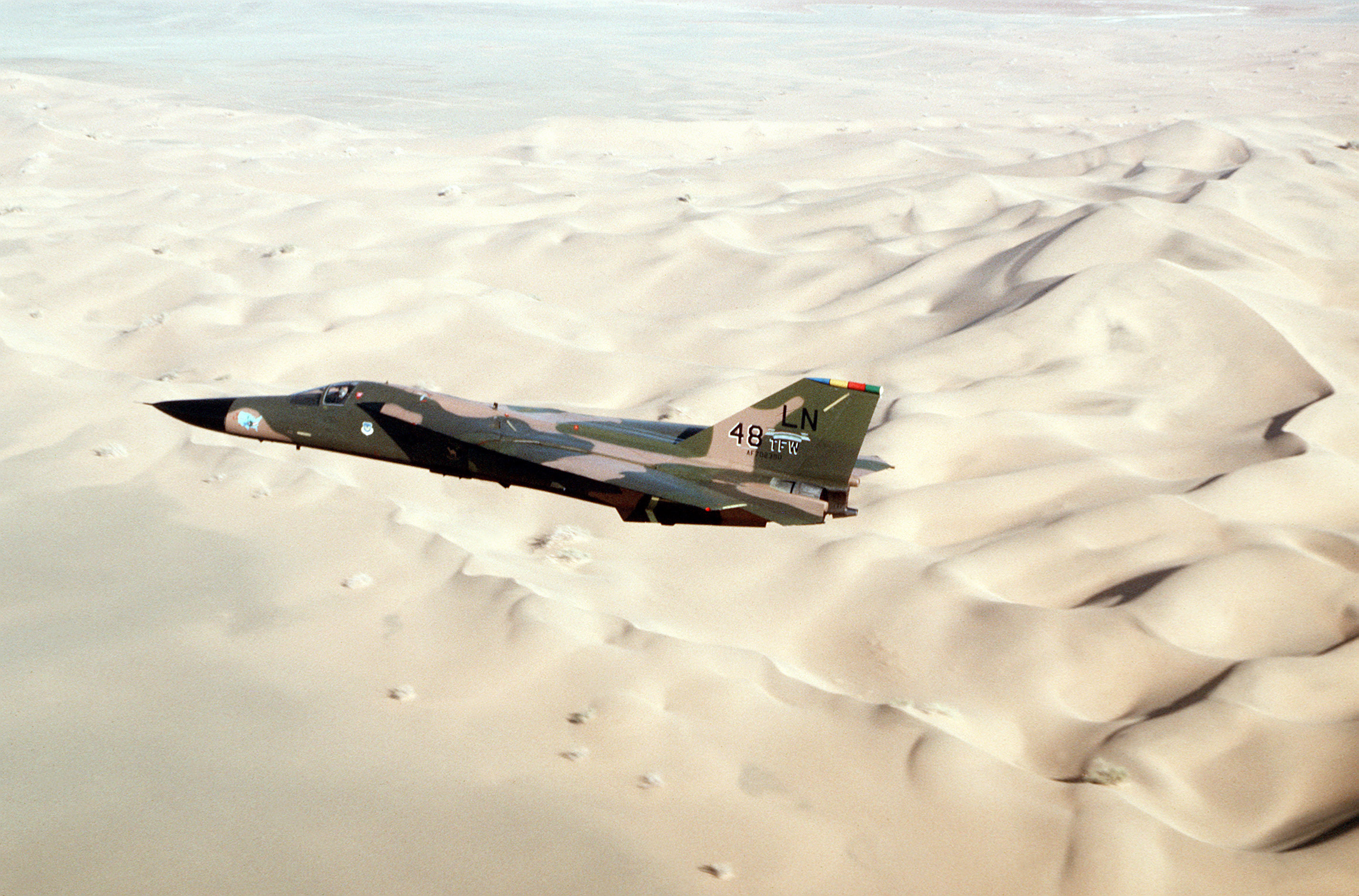
Un F-111F pendant la Guerre du Golfe

Dès 1968, le F-111A est envoyé combattre au Viêt Nam. À la suite de la perte de quelques avions, tous les F-111 sont interdits de vol de décembre 1969 à juillet 1970. Trois problèmes sont découverts et corrigés : le premier dans la commande de mouvement des ailerons, et les deux autres étant des faiblesses de la structure au niveau des ailes. Les missions de guerre révèlent d'autres dysfonctionnements dans les divers systèmes électroniques et, en cas de forte pluie, des problèmes sur les réacteurs. Malgré cela, le F-111 se révèle capable d'effectuer des missions par des temps qui clouent au sol tous les autres avions de l'USAF, d'emporter une charge 5 fois supérieure au F-4 Phantom II, et n'a besoin ni d'avion de guerre électronique ni de ravitailleur en vol en support pour atteindre ses objectifs.
En 1970, vole le premier F-111D, avec une nouvelle version des réacteurs TF30, des entrées d'air modifiées pour résoudre des problèmes d'alimentation des moteurs et, surtout, une amélioration majeure de l'avionique. Ces nouveaux systèmes électroniques s'avèrent cependant peu au point, retardant la mise en service à 1974 et entraînant la commande d'une version F-111E comprenant, en attendant, uniquement la modification des entrées d'air. Ces versions sont suivies en 1972 par le F-111F, équipé de réacteurs plus puissants et d'une nouvelle avionique intégrant à la fois quelques apports du F-111D et d'autres issus du FB-111A.
En effet, à la suite d'une demande du Strategic Air Command pour un bombardier stratégique destiné à remplacer les B-52 Stratofortress et B-58 Hustler, la proposition d'une version spéciale du F-111 est retenue en 1965. Le FB-111A est allongé de 60 centimètres pour emporter plus de carburant, dispose des ailes allongées du F-111B, d'une avionique améliorée, des entrées d'air introduites sur le F-111D et d'un train d'atterrissage renforcé. Le premier vol a lieu en juillet 1967 et le FB-111A est en service deux ans plus tard, la production cette version s’arrête en 1971, il doit attendre 1972 pour atteindre sa pleine capacité opérationnelle avec le missile AGM-69 SRAM dont il peut emporter 6 exemplaires. Les 4 derniers FB-111 sont retirés le 10 juillet 1991.
Enfin, une variante spécialisée dans la guerre électronique a également été développée : le EF-111A Raven.
L'USAF a retiré ses derniers avions du service en octobre 1996 : les F-111 sont maintenant remplacés par les F-15E Strike Eagle et les FB-111A par les B-1 Lancer. Enfin, les EF-111A Raven sont restés en service jusqu'en 1998.

### Le F-111 à l'export

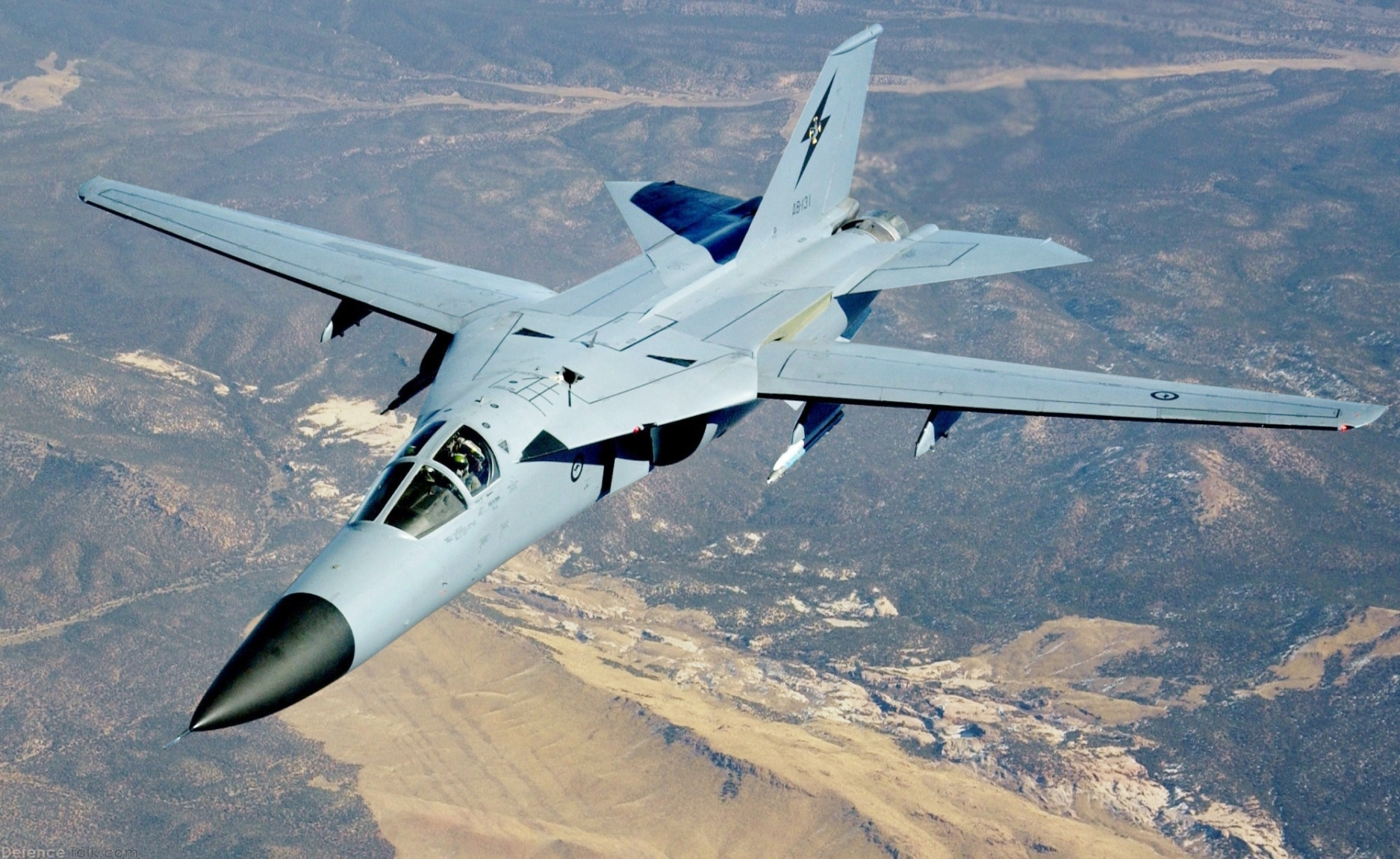
Un F-111C australien

Fin 1963, l'Australie commande 24 exemplaires du General Dynamics F-111C (en), une sorte d'hybride entre le F-111A et le FB-111A avec l'envergure plus grande du F-111B. Le premier avion est livré fin 1968. La flotte australienne est cependant rapidement interdite de vol à la suite des problèmes découverts sur les F-111 américains, et il faut attendre 1973 pour que l'avion soit déclaré opérationnel. Entre-temps, 24 F-4 Phantom II sont loués. Les F-111C servirent dans les squadrons 1 et 6. Quatre F-111C et quatre F-111A ont été modifiés pour pouvoir effectuer des missions de reconnaissance à l'aide d'équipements montés dans la soute à bombe et désignés RF-111C. En 1992, la Royal Australian Air Force a complété les 22 avions restants par 18 F-111G (qui avaient la capacité nucléaire) rachetés à l'USAF. Ces avions ont été retirés du service en décembre 2010, il restait en service 15 F-111C opérationnels, 15 F-111G entreposés et 2 cellules servant de réserve de pièces. Sept F-111C et un F-111G ont été perdus en opérations ou accidents. Six exemplaires sont préservés sur des bases aériennes australiennes et 7 sont mis à la disposition de musées. Le reste de la flotte soit 12 F-111G et 11 F-111C a été enterré dans une mine de charbon reconvertie en décharge près d'Ipswich dans la région de Brisbane.
En février 1967, le Royaume-Uni commande 46 F-111K plus 4 TF-111K d'entraînement. Cette commande est cependant annulée l'année suivante, en raison de son coût trop élevé.

## Armement
Bien que conçu comme avion de combat multirôle, le F-111 est devenu un avion d'attaque au sol à long rayon d'action, avec exclusivement un armement air-sol. Il peut emporter 14 tonnes de charge pour partie en soute et le reste sur 6 pylônes sous les ailes.
- Canon : toutes les versions de combat tactique (donc ni le FB-111A ni le F-111G) pourraient théoriquement emporter en soute un canon M61 Vulcan de 20 millimètres avec un très grand réservoir de munitions (2 084 coups). Dans la pratique, ce canon a rarement été installé et jamais utilisé réellement en combat. Les F-111C australiens n'ont pas été équipés de canons.

- Bombes : Le F111 peut emporter des bombes conventionnelles, des bombes à guidage laser Paveway, des bombes antipistes, des bombes à sous-munitions, etc. Seuls les F-111C et F-111F disposent cependant d'une nacelle de désignation laser.

- Armes nucléaires : tous les modèles de F-111 (sauf les F-111C australiens) ont été équipés pour emporter des armes nucléaires. Les versions tactiques peuvent généralement emporter les B43 (en), B57, ou B61, tandis que le FB-111A peut emporter également les B77 (en) et B83 (jusqu'à six).

- Missiles : le FB-111A peut emporter un maximum de 6 missiles air-sol AGM-69 SRAM. À partir des années 1980, les F-111 ont été modifiés pour pouvoir emporter 2 missiles air-air AIM-9 Sidewinder d'auto-défense. Les F-111C australiens peuvent emporter des missiles antiradars AGM-88 HARM et des missiles antinavires AGM-84 Harpoon.

La version EF-111A Raven n'emporte aucun armement, et peut seulement recevoir des réservoirs externes de carburant.

## Engagements

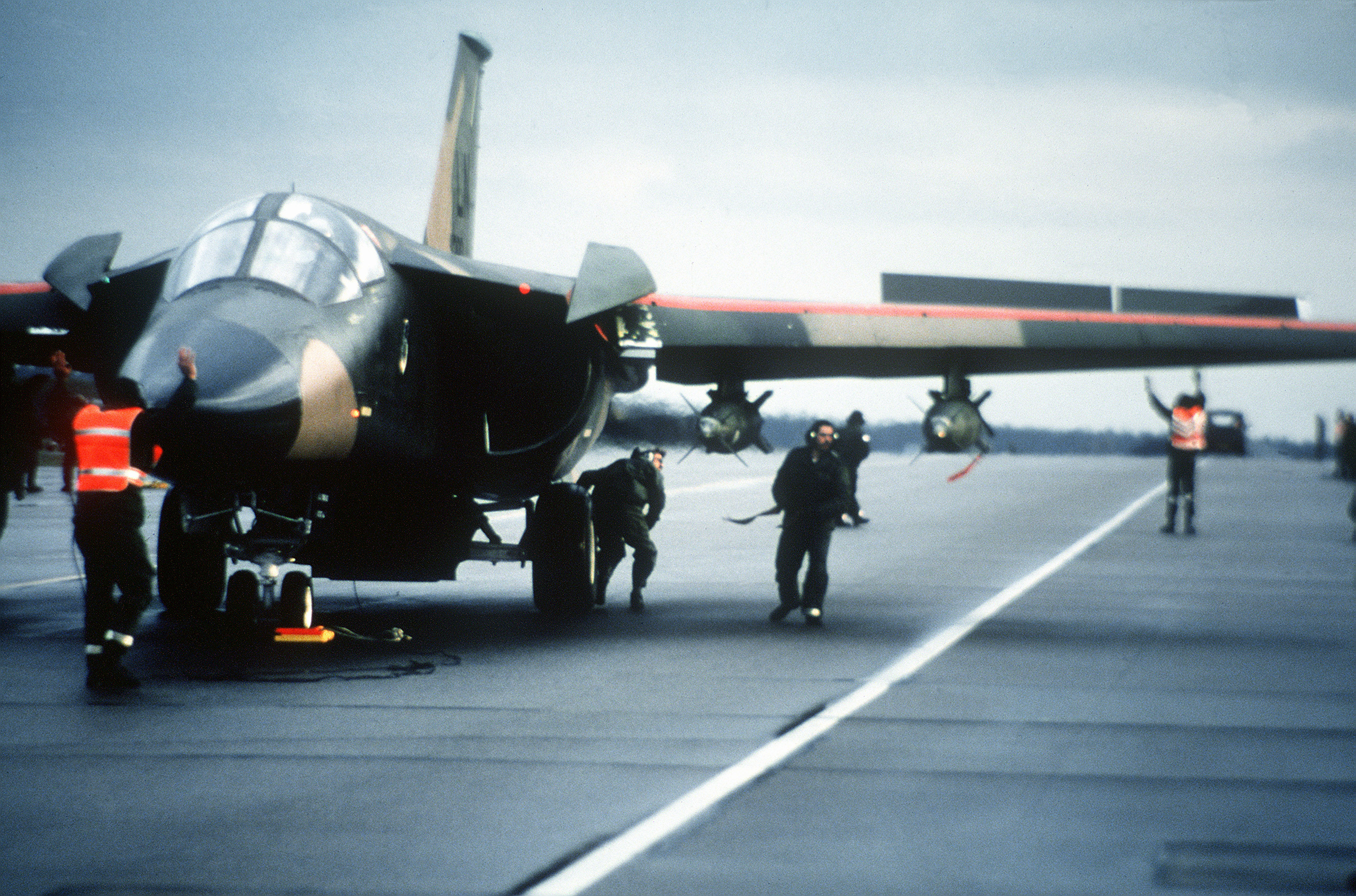
Un F-111 avant son décollage pour le raid contre la Libye dans la nuit du 14 au 15 avril 1986.

Les États-Unis ont engagé leurs F-111 :
- pendant la guerre du Viêt Nam ;
- lors du raid contre la Libye dans la nuit du 14 au 15 avril 1986 ;
- pendant la guerre du Golfe (1990-1991).

## Variantes
- F-111A - version initiale de bombardement tout-temps pour l'USAF (158 exemplaires)
- F-111B - version embarquée pour l'US Navy (7 exemplaires avant l'abandon du projet)
- F-111C - version destinée à l'Australie (24 exemplaires)
- RF-111C - version de reconnaissance pour l'Australie (4 F-111C modifiés)
- F-111D - entrées d'air modifiées, mise à jour de l'avionique, nouveau réacteur (96 exemplaires)
- F-111E - même modification des entrées d'air que le F-111D (94 exemplaires)
- F-111F - réacteurs plus puissants, avionique améliorée (106 exemplaires)
- FB-111A - version destinée au bombardement stratégique (76 exemplaires)
- F-111G - FB-111A modifiés pour être également capables de bombardement conventionnel
- EF-111A Raven - variante de guerre électronique (42 avions modifiés)

### Développement lié
- General Dynamics/Grumman F-111B
- General Dynamics/Grumman EF-111A Raven
- General Dynamics F-111C (en)

### Aéronefs comparables
- BAC TSR-2
- Panavia Tornado
- Soukhoï Su-24
- Dassault Mirage IV